# Großer Preis von Südafrika 1978
Der Große Preis von Südafrika 1978 (offiziell XII Grand Prix of South Africa) fand am 4. März auf dem Kyalami Grand Prix Circuit in Midrand statt und war das dritte Rennen der Automobil-Weltmeisterschaft 1978.

## Berichte

### Hintergrund
Sechs Wochen lagen zwischen dem Großen Preis von Brasilien und dem 300. Grand Prix der WM-Geschichte, der in Südafrika stattfand. Während dieser Zeit wurden mehrere Rennwagen fertiggestellt, die die jeweiligen Vorjahresmodelle ablösen sollten. Darunter befanden sich der Ferrari 312T3 und der Brabham BT46. Außerdem trat das neue Team Automobiles Martini, das eine Eigenkonstruktion mit der Bezeichnung MK23 einsetzte, erstmals in Erscheinung. Da zudem Arrows mit Rolf Stommelen als zweitem Werkspilot sein Engagement auf zwei Fahrzeuge ausweitete und außerdem das Renault-Team wieder antrat, kämpften insgesamt 30 Piloten um einen der 26 möglichen Startplätze.
Die glücklose Divina Galica wurde bei Hesketh Racing durch Eddie Cheever ersetzt. Dessen Platz bei Theodore Racing nahm der finnische Debütant Keke Rosberg ein. Mit Martini-Pilot René Arnoux gab es einen weiteren Neuling an diesem Wochenende.
Die Tatsache, dass Danny Ongais seine kurze Formel-1-Karriere für beendet erklärte, nutzte man bei Ensign, um das Engagement auf nur noch einen Wagen herunterzufahren.

### Training
Niki Lauda zeigte mit dem Erreichen der Pole-Position eindrucksvoll das Potential des neuen Brabham auf. Es sollte sich jedoch als die letzte Pole seiner Formel-1-Karriere herausstellen. Mario Andretti, der mit dem nach wie vor konkurrenzfähigen Vorjahreswagen des Typs Lotus 78 antrat, qualifizierte sich für den zweiten Startplatz vor den beiden McLaren M26 von James Hunt und Patrick Tambay. Die dritte Startreihe setzte sich aus dem Lokalmatador Jody Scheckter auf Wolf sowie Jean-Pierre Jabouille im turbogetriebenen Renault RS01 zusammen.
Cheever, der sich als 25. qualifizierte, wurde im Alter von 20 Jahren, einem Monat und 22 Tagen zum damals drittjüngsten Fahrer, der an einem Formel-1-GP teilnehmen durfte.
Unter den vier Fahrern, die die Qualifikation verfehlten, befanden sich mit Clay Regazzoni und Hans-Joachim Stuck beide Shadow-Piloten.

### Rennen
Andretti ging vor Scheckter, Lauda, Hunt und Jabouille in Führung. Riccardo Patrese und John Watson folgten auf den Plätzen sechs und sieben.
In der fünften Runde schied Hunt aufgrund eines Motorschadens aus. Patrese hatte kurz zuvor Jabouille überholt und befand sich dadurch nun auf dem vierten Rang. Bis zum 27. Umlauf kämpfte er sich nach vorn bis an die Spitze. Da Andretti und Scheckter aufgrund von Reifenproblemen zurückfielen, gelangte Patrick Depailler, der zuvor Lauda überholt hatte, auf den zweiten Rang.
Durch einen Motorschaden an Laudas Brabham in Runde 52 nahm Andretti wieder den dritten Rang ein. Auch der führende Patrese wurde Opfer eines Motorschadens, sodass Depailler in der 64. Runde die Spitzenposition übernahm. Auch dessen Motor zeigte in den letzten Runden des Rennens Anzeichen eines baldigen Motorschadens in Form von verstärktem Rauchausstoß. Der Franzose konnte das Rennen zwar beenden, musste sich jedoch nach einem knappen Duell Ronnie Peterson um weniger als eine halbe Sekunde geschlagen geben. Andretti hatte am Ende nicht mehr um den Sieg mitkämpfen können, da er zum Nachtanken die Box ansteuern musste. Watson wurde Dritter vor Alan Jones, Jacques Laffite und Didier Pironi.

## Meldeliste
| Team                            | Nr. | Fahrer                | Chassis        | Motor                     | Reifen |
| ------------------------------- | --- | --------------------- | -------------- | ------------------------- | ------ |
| Parmalat Racing Team            | 01  | Niki Lauda            | Brabham BT46   | Alfa Romeo 115-12 3.0 F12 | G      |
| Parmalat Racing Team            | 02  | John Watson           | Brabham BT46   | Alfa Romeo 115-12 3.0 F12 | G      |
| Elf Team Tyrrell                | 03  | Didier Pironi         | Tyrrell 008    | Ford Cosworth DFV 3.0 V8  | G      |
| Elf Team Tyrrell                | 04  | Patrick Depailler     | Tyrrell 008    | Ford Cosworth DFV 3.0 V8  | G      |
| John Player Team Lotus          | 05  | Mario Andretti        | Lotus 78       | Ford Cosworth DFV 3.0 V8  | G      |
| John Player Team Lotus          | 06  | Ronnie Peterson       | Lotus 78       | Ford Cosworth DFV 3.0 V8  | G      |
| Marlboro Team McLaren           | 07  | James Hunt            | McLaren M26    | Ford Cosworth DFV 3.0 V8  | G      |
| Marlboro Team McLaren           | 08  | Patrick Tambay        | McLaren M26    | Ford Cosworth DFV 3.0 V8  | G      |
| ATS Racing Team                 | 09  | Jochen Mass           | ATS HS1        | Ford Cosworth DFV 3.0 V8  | G      |
| ATS Racing Team                 | 10  | Jean-Pierre Jarier    | ATS HS1        | Ford Cosworth DFV 3.0 V8  | G      |
| Scuderia Ferrari SpA SEFAC      | 11  | Carlos Reutemann      | Ferrari 312T3  | Ferrari 015 3.0 F12       | M      |
| Scuderia Ferrari SpA SEFAC      | 12  | Gilles Villeneuve     | Ferrari 312T3  | Ferrari 015 3.0 F12       | M      |
| Fittipaldi Automotive           | 14  | Emerson Fittipaldi    | Fittipaldi F5A | Ford Cosworth DFV 3.0 V8  | G      |
| Équipe Renault Elf              | 15  | Jean-Pierre Jabouille | Renault RS01   | Renault EF1 1.5 V6t       | M      |
| Shadow Racing Team              | 16  | Hans-Joachim Stuck    | Shadow DN8     | Ford Cosworth DFV 3.0 V8  | G      |
| Shadow Racing Team              | 17  | Clay Regazzoni        | Shadow DN8     | Ford Cosworth DFV 3.0 V8  | G      |
| Durex Team Surtees              | 18  | Rupert Keegan         | Surtees TS19   | Ford Cosworth DFV 3.0 V8  | G      |
| Beta Team Surtees               | 19  | Vittorio Brambilla    | Surtees TS19   | Ford Cosworth DFV 3.0 V8  | G      |
| Walter Wolf Racing              | 20  | Jody Scheckter        | Wolf WR1       | Ford Cosworth DFV 3.0 V8  | G      |
| Team Tissot Ensign              | 23  | Lamberto Leoni        | Ensign N177    | Ford Cosworth DFV 3.0 V8  | G      |
| Olympus Cameras/Hesketh Racing  | 24  | Eddie Cheever         | Hesketh 308E   | Ford Cosworth DFV 3.0 V8  | G      |
| Team Rebaque                    | 25  | Héctor Rebaque        | Lotus 78       | Ford Cosworth DFV 3.0 V8  | G      |
| Ligier Gitanes                  | 26  | Jacques Laffite       | Ligier JS7     | Matra MS76 3.0 V12        | G      |
| Williams Grand Prix Engineering | 27  | Alan Jones            | Williams FW06  | Ford Cosworth DFV 3.0 V8  | G      |
| Liggett Group/BS Fabrications   | 30  | Brett Lunger          | McLaren M23    | Ford Cosworth DFV 3.0 V8  | G      |
| Automobiles Martini             | 31  | René Arnoux           | Martini MK23   | Ford Cosworth DFV 3.0 V8  | G      |
| Theodore Racing                 | 32  | Keke Rosberg          | Theodore TR1   | Ford Cosworth DFV 3.0 V8  | G      |
| Arrows Racing Team              | 35  | Riccardo Patrese      | Arrows FA1     | Ford Cosworth DFV 3.0 V8  | G      |
| Arrows Racing Team              | 36  | Rolf Stommelen        | Arrows FA1     | Ford Cosworth DFV 3.0 V8  | G      |
| Team Merzario                   | 37  | Arturo Merzario       | Merzario A1    | Ford Cosworth DFV 3.0 V8  | G      |

## Klassifikationen

### Startaufstellung
| Pos. | Fahrer                | Konstrukteur       | Zeit    | Ø-Geschwindigkeit | Start |
| ---- | --------------------- | ------------------ | ------- | ----------------- | ----- |
| 01   | Niki Lauda            | Brabham-Alfa Romeo | 1:14,65 | 197,916 km/h      | 01    |
| 02   | Mario Andretti        | Lotus-Ford         | 1:14,90 | 197,255 km/h      | 02    |
| 03   | James Hunt            | McLaren-Ford       | 1:15,14 | 196,625 km/h      | 03    |
| 04   | Patrick Tambay        | McLaren-Ford       | 1:15,30 | 196,207 km/h      | 04    |
| 05   | Jody Scheckter        | Wolf-Ford          | 1:15,32 | 196,155 km/h      | 05    |
| 06   | Jean-Pierre Jabouille | Renault            | 1:15,36 | 196,051 km/h      | 06    |
| 07   | Riccardo Patrese      | Arrows-Ford        | 1:15,48 | 195,739 km/h      | 07    |
| 08   | Gilles Villeneuve     | Ferrari            | 1:15,50 | 195,687 km/h      | 08    |
| 09   | Carlos Reutemann      | Ferrari            | 1:15,52 | 195,636 km/h      | 09    |
| 10   | John Watson           | Brabham-Alfa Romeo | 1:15,62 | 195,377 km/h      | 10    |
| 11   | Ronnie Peterson       | Lotus-Ford         | 1:15,94 | 194,554 km/h      | 11    |
| 12   | Patrick Depailler     | Tyrrell-Ford       | 1:15,97 | 194,477 km/h      | 12    |
| 13   | Didier Pironi         | Tyrrell-Ford       | 1:16,38 | 193,433 km/h      | 13    |
| 14   | Jacques Laffite       | Ligier-Matra       | 1:16,40 | 193,382 km/h      | 14    |
| 15   | Emerson Fittipaldi    | Fittipaldi-Ford    | 1:16,47 | 193,205 km/h      | 15    |
| 16   | Jochen Mass           | ATS-Ford           | 1:16,60 | 192,877 km/h      | 16    |
| 17   | Jean-Pierre Jarier    | ATS-Ford           | 1:17,12 | 191,577 km/h      | 17    |
| 18   | Alan Jones            | Williams-Ford      | 1:17,16 | 191,477 km/h      | 18    |
| 19   | Brett Lunger          | McLaren-Ford       | 1:17,30 | 191,131 km/h      | 19    |
| 20   | Vittorio Brambilla    | Surtees-Ford       | 1:17,32 | 191,081 km/h      | 20    |
| 21   | Rolf Stommelen        | Arrows-Ford        | 1:17,49 | 190,662 km/h      | 21    |
| 22   | Héctor Rebaque        | Lotus-Ford         | 1:17,50 | 190,637 km/h      | 22    |
| 23   | Rupert Keegan         | Surtees-Ford       | 1:17,57 | 190,465 km/h      | 23    |
| 24   | Keke Rosberg          | Theodore-Ford      | 1:17,62 | 190,343 km/h      | 24    |
| 25   | Eddie Cheever         | Hesketh-Ford       | 1:17,83 | 189,829 km/h      | 25    |
| 26   | Arturo Merzario       | Merzario-Ford      | 1:18,15 | 189,052 km/h      | 26    |
| DNQ  | René Arnoux           | Martini-Ford       | 1:18,21 | 188,907 km/h      | –     |
| DNQ  | Clay Regazzoni        | Shadow-Ford        | 1:18,30 | 188,690 km/h      | –     |
| DNQ  | Lamberto Leoni        | Ensign-Ford        | 1:18,38 | 188,497 km/h      | –     |
| DNQ  | Hans-Joachim Stuck    | Shadow-Ford        | 1:18,45 | 188,329 km/h      | –     |

### Rennen
| Pos. | Fahrer                | Konstrukteur       | Runden | Stopps | Zeit        | Start | Schnellste Runde |
| ---- | --------------------- | ------------------ | ------ | ------ | ----------- | ----- | ---------------- |
| 01   | Ronnie Peterson       | Lotus-Ford         | 78     | 0      | 1:42:15,767 | 11    | 1:17,35          |
| 02   | Patrick Depailler     | Tyrrell-Ford       | 78     | 0      | + 0,466     | 12    | 1:17,29          |
| 03   | John Watson           | Brabham-Alfa Romeo | 78     | 0      | + 4,442     | 10    | 1:17,39          |
| 04   | Alan Jones            | Williams-Ford      | 78     | 0      | + 30,986    | 18    | 1:17,48          |
| 05   | Jacques Laffite       | Ligier-Matra       | 78     | 0      | + 1:09,218  | 14    | 1:17,96          |
| 06   | Didier Pironi         | Tyrrell-Ford       | 77     | 0      | + 1 Runde   | 13    | 1:18,45          |
| 07   | Mario Andretti        | Lotus-Ford         | 77     | 1      | + 1 Runde   | 02    | 1:17,09 (02.)    |
| 08   | Jean-Pierre Jarier    | ATS-Ford           | 77     | 0      | + 1 Runde   | 17    | 1:17,93          |
| 09   | Rolf Stommelen        | Arrows-Ford        | 77     | 0      | + 1 Runde   | 21    | 1:17,86          |
| 10   | Héctor Rebaque        | Lotus-Ford         | 77     | 0      | + 1 Runde   | 22    | 1:19,53          |
| 11   | Brett Lunger          | McLaren-Ford       | 76     | 0      | + 2 Runden  | 19    | 1:18,11          |
| 12   | Vittorio Brambilla    | Surtees-Ford       | 76     | 0      | + 2 Runden  | 20    | 1:19,34          |
| –    | Riccardo Patrese      | Arrows-Ford        | 63     | 0      | DNF         | 07    | 1:17,15          |
| –    | Jody Scheckter        | Wolf-Ford          | 59     | 0      | DNF         | 05    | 1:17,51          |
| –    | Patrick Tambay        | McLaren-Ford       | 56     | 0      | DNF         | 04    | 1:17,89          |
| –    | Carlos Reutemann      | Ferrari            | 55     | 0      | DNF         | 09    | 1:18,13          |
| –    | Gilles Villeneuve     | Ferrari            | 54     | 0      | DNF         | 08    | 1:18,29          |
| –    | Rupert Keegan         | Surtees-Ford       | 53     | 0      | DNF         | 23    | 1:19,29          |
| –    | Niki Lauda            | Brabham-Alfa Romeo | 52     | 0      | DNF         | 01    | 1:17,43          |
| –    | Jochen Mass           | ATS-Ford           | 42     | 0      | DNF         | 16    | 1:18,63          |
| –    | Arturo Merzario       | Merzario-Ford      | 40     | 0      | DNF         | 26    | 1:20,27          |
| –    | Jean-Pierre Jabouille | Renault            | 38     | 0      | DNF         | 06    | 1:18,13          |
| –    | Keke Rosberg          | Theodore-Ford      | 15     | 0      | DNF         | 24    | 1:19,55          |
| –    | Emerson Fittipaldi    | Fittipaldi-Ford    | 9      | 0      | DNF         | 15    | 1:18,72          |
| –    | Eddie Cheever         | Hesketh-Ford       | 8      | 0      | DNF         | 25    | 1:18,50          |
| –    | James Hunt            | McLaren-Ford       | 5      | 0      | DNF         | 03    | 1:17,49          |

## WM-Stände nach dem Rennen
Die ersten sechs des Rennens bekamen 9, 6, 4, 3, 2 bzw. 1 Punkt(e). Es zählten nur die besten sieben Ergebnisse aus den ersten acht Rennen und die besten sieben Ergebnisse aus den letzten acht Rennen. In der Konstrukteurswertung zählte nur das Ergebnis des bestplatzierten Fahrers eines Teams.

### Fahrerwertung
| Pos. | Fahrer             | Konstrukteur       | Punkte |
| ---- | ------------------ | ------------------ | ------ |
| 01   | Mario Andretti     | Lotus-Ford         | 12     |
| 02   | Ronnie Peterson    | Lotus-Ford         | 11     |
| 03   | Niki Lauda         | Brabham-Alfa Romeo | 10     |
| 04   | Patrick Depailler  | Tyrrell-Ford       | 10     |
| 05   | Carlos Reutemann   | Ferrari            | 9      |
| 06   | Emerson Fittipaldi | Fittipaldi-Ford    | 6      |
| 07   | John Watson        | Brabham-Alfa Romeo | 4      |
| 08   | James Hunt         | McLaren-Ford       | 3      |
| 09   | Alan Jones         | Williams-Ford      | 3      |
| 10   | Clay Regazzoni     | Shadow-Ford        | 2      |
| 11   | Jacques Laffite    | Ligier-Matra       | 2      |
| 12   | Didier Pironi      | Tyrrell-Ford       | 2      |
| 13   | Patrick Tambay     | McLaren-Ford       | 1      |
| 14   | Jochen Mass        | ATS-Ford           | 0      |
| 15   | Gilles Villeneuve  | Ferrari            | 0      |

| Pos. | Fahrer                | Konstrukteur  | Punkte |
| ---- | --------------------- | ------------- | ------ |
| 16   | Jean-Pierre Jarier    | ATS-Ford      | 0      |
| 17   | Rolf Stommelen        | Arrows-Ford   | 0      |
| 18   | Jody Scheckter        | Wolf-Ford     | 0      |
| 19   | Riccardo Patrese      | Arrows-Ford   | 0      |
| 20   | Héctor Rebaque        | Lotus-Ford    | 0      |
| 21   | Brett Lunger          | McLaren-Ford  | 0      |
| 22   | Vittorio Brambilla    | Surtees-Ford  | 0      |
| 23   | Hans-Joachim Stuck    | Shadow-Ford   | 0      |
| –    | Danny Ongais          | Ensign-Ford   | 0      |
| –    | Lamberto Leoni        | Ensign-Ford   | 0      |
| –    | Arturo Merzario       | Merzario-Ford | 0      |
| –    | Rupert Keegan         | Surtees-Ford  | 0      |
| –    | Jean-Pierre Jabouille | Renault       | 0      |
| –    | Keke Rosberg          | Theodore-Ford | 0      |
| –    | Eddie Cheever         | Hesketh-Ford  | 0      |

### Konstrukteurswertung
| Pos. | Konstrukteur       | Punkte |
| ---- | ------------------ | ------ |
| 01   | Lotus-Ford         | 21     |
| 02   | Brabham-Alfa Romeo | 14     |
| 03   | Tyrrell-Ford       | 11     |
| 04   | Ferrari            | 9      |
| 05   | Fittipaldi-Ford    | 6      |
| 06   | McLaren-Ford       | 3      |
| 07   | Williams-Ford      | 3      |
| 08   | Shadow-Ford        | 2      |
| 09   | Ligier-Matra       | 2      |

| Pos. | Konstrukteur  | Punkte |
| ---- | ------------- | ------ |
| 10   | ATS-Ford      | 0      |
| 11   | Arrows-Ford   | 0      |
| 12   | Wolf-Ford     | 0      |
| 13   | Surtees-Ford  | 0      |
| –    | Ensign-Ford   | 0      |
| –    | Merzario-Ford | 0      |
| –    | Renault       | 0      |
| –    | Theodore-Ford | 0      |
| –    | Hesketh-Ford  | 0      |